# Трахуза опушена
Трахуза опушена (Trachusa pubescens) — вид комах з родини Megachilidae. Один із 5 видів палеарктичного підроду Archianthidium роду Trachusa (у світовій фауні налічує 56 видів). Єдиний вид підроду та один із 3 видів роду [також Trachusa byssina (Panzer, 1798) та T. interrupta (Fabricius, 1781)] у фауні України. Може бути корисним запилювачем культурних видів шавлій.

## Морфологічні ознаки
Один із найбільших за розмірами представників триби Anthidiini фауни України — довжина тіла досягає 18 мм. Тіло чорне з багатим жовтим малюнком. Кліпеус повністю жовтий, вдвічі ширший за довжину. Гомілки та членики усіх ніг мають жовте або жовто-червоне забарвлення, за винятком останніх члеників, що несуть пазурчики. Боки мезосоми та нижня частина проподеуму зверху опушені відстовбурченими сіро-білими волосками, жовтозабарвлені боки тергумів вкриті відносно рідкими короткими прилягаючими біло-сірими волосками. 7 тергум самця у вигляді триноги.

## Поширення
Середземноморський вид. Ареал включає Південну Європу, Угорщину, Туреччину, Кавказ, Ізраїль, Іран, Північну Африку (Алжир).
В Україні відомий лише із Криму, де був поширений в Передгір'ях і на південному березі, зараз мешкає тільки на південному березі. Рідкісний вид, зустрічається локально.

## Особливості біології
Зустрічається в ксерофільних рідколіссях та на степових схилах гір. Має одне покоління на рік, літ імаго триває із травня до липня. Самиці збирають пилок та нектар із квітів Lamiaceae, Asteraceae, Fabaceae; в Криму переважно з Phlomis taurica Hartwiss ex Bunge. Гніздування не відоме. Інші досліджені представники роду, зокрема Trachusa byssina (Panz.), викопують нірки в ґрунті, де влаштовують комірки зі стрічкоподібних відрізків листків, скріплених рослинною смолою. Комірки формуються у невеликий лінійний ряд (по 1-4 комірки).

## Загрози та охорона
Загрози: руйнування біотопів внаслідок їх господарського освоєння та ін-тенсивної рекреації.
Частина популяції мешкає на території Карадазького ПЗ. Необхідне приєднання до цього заповідника основного місця перебування виду — урочища Лисяча Бухта.